# Teatro Petruzzelli
A Teatro Petruzzelli Bari legnagyobb színháza, méreteit tekintve pedig a negyedik legnagyobb Olaszországban, 1482 ülőhellyel.

## Története
A színház megépítése Onofrio és Antonio Petruzzelli, kereskedő és hajóépítő testvérek ötlete volt. Sógorukat, a mérnök Angelo Bari Cicciomesserét bízták meg a tervek előkészítésével, amelyeket benyújtottak jóváhagyásra a városi tanácsnak. A tervet 1896-ban fogadták el. Még ugyanebben az évben a város és a testvérek között létrejött a szerződés, de az építkezés csak 1898-ban kezdődött. A színház 1903. február 14-én nyitotta meg kapuit Giacomo Meyerbeer A hugenották című operájával. Hírnevet az 1980-as években szerzett, amikor bemutatták Niccolò Piccinni elfeledett Iphigeneia a Tauroszok földjén című operáját, valamint Vincenzo Bellini A puritánok című operájának még soha elő nem adott, úgynevezett nápolyi változatát, amit Maria Malibran tiszteletére írt. Az operaelőadások mellett balettelőadásoknak és szimfonikus koncerteknek is otthont ad, színpadán olyan hírességek is felléptek, mint Luciano Pavarotti, Riccardo Mutti vagy Tito Schipa.  
1991. október 26-ról 27-re virradó éjszakáján a színház tűz martalékává vált. Az utolsó játszott előadás Bellini Normája volt. 2002 novemberében az olasz kulturális minisztérium és a színházat birtokló család megállapodást írt alá, amelyben az állam felvállalta az épület helyreállítását közpénzekből. 2006-ban az épületet államosították, és Bari városának tulajdonába került át. 2008-ban viszont a Legfelsőbb Bíróság úgy döntött, hogy az épület visszakerül a Messeni Nemagna család tulajdonába, mivel az államosítás nem volt indokolt. 
A huzavona következő állomása 2009-ben volt, amikor az épület ismét visszakerült a város tulajdonába. Ez abból adódott, hogy a Petruzzelli testvérek és a város által aláírt 1896-os szerződésbe egy olyan paragrafus is belekerült, amely alapján az épület átkerül a város tulajdonába, amennyiben a leomlott épületet a családnak nem sikerül eredeti állapotába visszaállítani három éven belül. A színház vezetését a Fondazione Lirico Sinfonica Petruzzelli e Teatri Bari (Bari Lírikus, Szimfonikus és Színházi Alapítvány) vette át. Tizennyolc évvel a tűzvész után, 2009. október 4-én nyitotta meg ismét kapuit Ludwig van Beethoven kilencedik szimfóniájával. Az első operaelőadásra december 6-án került sor (Giacomo Puccini: Turandot). 